# Katie Murray
Pour les articles homonymes, voir Murray.
 (juillet 2025).
Si vous disposez d'ouvrages ou d'articles de référence ou si vous connaissez des sites web de qualité traitant du thème abordé ici, merci de compléter l'article en donnant les références utiles à sa vérifiabilité et en les liant à la section « Notes et références ».
Katie Murray est une joueuse canadienne de rugby à XV, née le 10 octobre 1980, de 1,75 m pour 70 kg, occupant le poste de numéro 8 aux Leprechaun Tigers.

## Palmarès
(au 30.08.2006)
- 24 sélections en Équipe du Canada de rugby à XV féminin[1]
- participations à la Coupe du monde féminine de rugby à XV 2006.
- demi-finaliste à la Coupe du monde féminine de rugby à XV 2006.